# Sawin
Sawin este o arie protejată (sit de importanță comunitară — SCI) din Polonia întinsă pe o suprafață de 7,17 ha, integral pe uscat.

## Localizare
Centrul sitului Sawin este situat la coordonatele 51°16′29″N 23°23′01″E / 51.2748°N 23.3835°E.

## Înființare
Situl Sawin a fost declarat sit de importanță comunitară în octombrie 2009 pentru a proteja un număr necunoscut de specii din flora spontană și fauna sălbatică aflate în arealul zonei.

## Biodiversitate
Situată în ecoregiunea continentală, aria protejată conține 3 habitate naturale: Pajiști cu Molinia pe soluri calcaroase, turboase sau argilos-nămoloase (Molinion caeruleae), Mlaștini calcaroase cu Cladium mariscus și specii de Caricion davallianae, Mlaștini alcaline.
La baza desemnării sitului se află un număr nedeclarat de specii protejate.